# 綦儁
綦儁，字檦显，北魏时期政治人物，河南郡洛阳县（今河南省洛阳市）人。
綦儁的祖先原本是代郡（今山西省大同市）人，祖父綦辰曾任并州刺史。綦儁在魏孝庄帝时期，逐步晋升至沧州刺史，不久后又担任太仆卿。532年，爾朱世隆等人被诛杀后，高欢前往洛阳，驻扎在邙山。他召集文武百官及士绅百姓，问道：“尔朱氏残暴肆虐，常常欺天罔人，我在信都起兵，斩杀了这些罪人。如今要推举贤明的君主以兴盛大魏，应当立谁为国家之主呢？”綦儁进言说：“广陵王元恭虽是尔朱氏所立的皇帝，但如今是贤明的君主。” 高欢听后十分高兴。黄门侍郎崔㥄反对綦儁的意见，高、魏兰根等人赞同崔㥄的说法，最终魏孝武帝被拥立为帝。后来当孝武帝开始反抗高欢时，高欢想起綦儁当初的话，懊悔不已。不久，綦儁被任命为御史中尉。有一次，他在路上遇到仆射贾显度，贾显度依仗自己的功勋，不让綦儁的车马列队通过，綦儁大怒，将此事上奏朝廷。不久，他被加授散骑常侍、骠骑大将军、左光禄大夫、仪同三司。綦儁善于逢迎，与斛斯椿、贺拔胜等人关系很好。后来，綦儁兼任吏部尚书，再次担任沧州刺史。被召回洛阳后，他兼任中尉，被封为章武县伯。又被任命为殷州刺史，最终在殷州去世，被追赠司空公，谥号文贞。他的儿子綦洪寔，字巨正，曾任尚书左右郎、魏郡邑中正等职。